# Jan Zalewski (trener)
Jan Zalewski – prezes Klubu Sportowego Podlasie Białystok, którego wcześniej był zawodnikiem i trenerem. Współtwórca Szkoły Mistrzostwa Sportowego w Białymstoku.

## Życiorys
Jako trener specjalizował się w biegach średnich i długich.
Spod jego trenerskiej ręki wyszło wiele zawodniczek i zawodników. Wielu z nich z powodzeniem startowało w najwyższych rangą zawodach zdobywając medale Mistrzostw Polski Juniorów i Seniorów. Wśród nich znaleźli się reprezentacji kraju: Katarzyna Żakowicz – pchnięcie kulą (olimpijka z Sydney); Mirosław Białobłocki – brązowy medalista w biegu na 3000 m na ogólnopolskiej Spartakiadzie Młodzieży w Krakowie w 1973 r.; Jerzy Doliński reprezentant kraju w kategorii młodzieżowej na 800 m; Joanna Pikulska wicemistrzyni Młodzieżowych Mistrzostw Polski na 800 m; Teresa Stasiak – I miejsce na Mistrzostwach Polski w biegach przełajowych w Warszawie 1981 r.
Jan Zalewski przez trzy kadencje w latach 1992–2004 pełnił funkcję wiceprezesa BOZLA / POZLA (Białostockiego Okręgowego Związku Lekkiej Atletyki. Podlaskiego Okręgowego Związku Lekkiej Atletyki). Od 1999 r. jest wiceprezesem Podlaskiej Federacji Sportu do spraw szkoleniowych. Od roku 1972, czyli od powstania Klubu Sportowego „Podlasie”, był członkiem Zarządu, wiceprezesem, a od roku 2008 prezesem białostockiego klubu.